# 樋口正長
樋口 正長（ひぐち まさなが、天文24年（1555年） - 寛永6年（1629年）は、戦国時代から江戸時代初期にかけての武将。蜂須賀家家老。

## 生涯
伊勢国の西の城主である樋口正家の次男として生まれる。幼名は善十郎、長じて長右衛門、内蔵助と名乗る。隠居号は道僖。宇多源氏で、佐々木高綱の末孫。
はじめは蜂須賀正勝の寄騎・家臣となり数々の合戦に参加した。その後、正勝の嫡男である蜂須賀家政の阿波国入封とともに4千石が与えられる。大坂冬の陣でも高齢ながら従軍し、木津川口の戦いで功績をあげたため、徳川家康と徳川秀忠から感状を賜った。晩年病に伏せると蜂須賀家政がたびたび見舞いに訪れるなど永年苦楽を共にし信頼が厚かったことがわかる逸話が残されている。
寛永6年（1629年）、死去。享年75。墓所は徳島県徳島市寺町にある壽量寺。